# إروين ألتمان
إروين ألتمان (بالإنجليزية: Irwin Altman)‏ هو عالم نفس أمريكي، ولد في 16 يوليو 1930 في نيويورك في الولايات المتحدة.

## وصلات خارجية
- الموقع الرسمي